# Anton Korošec
Anton Korošec, slovenski politik in teolog, * 12. maj 1872, Biserjane pri Vidmu ob Ščavnici (zdaj Sveti Jurij ob Ščavnici, Slovenija (tedaj Avstro-Ogrska), † 14. december 1940, Beograd, Srbija (tedaj Kraljevina Jugoslavija).

## Življenjepis

### Začetki kariere
Rodil se je očetu kmetu Janezu Korošcu in materi Neži (roj. Ploj). Korošec je obiskoval gimnazijo na Ptuju in v Mariboru, študij je nadaljeval na bogoslovju in bil leta 1895 posvečen v duhovnika. Leta 1905 je doktoriral iz teologije na Univerzi v Gradcu. Spoznal je Janeza Evangelista Kreka in sprejel njegove politične poglede. Leta 1907 je bil izvoljen za poslanca Vseslovenske ljudske stranke v državnem zboru.

### Prva svetovna vojna (1914–1918)
Slovenski politični vrh je na začetku vojne izkazal popolno vdanost habsburški monarhiji, a je med vojno zaradi brezkompromisne drže vrhovnih dualističnih oblasti vdanost vse bolj pešala. Korošec je 30. maja 1917 kot predsednik Jugoslovanskega kluba prebral majniško deklaracijo, ki je zahtevala združitev vseh južnih Slovanov v eno državno enoto, še vedno v okviru habsburške monarhije. Po Krekovi smrti 8. oktobra 1917 je Korošec prevzel vodstvo Slovenske ljudske stranke.
Novi cesar Karel I. ni zmogel izpeljati ustavne reforme in je zavračal zahteve avstro-ogrskih južnih Slovanov po avtonomiji in združitvi s Hrvati. Slovenska politika je v načrtih opustila habsburški okvir in se začela pripravljati na odcepitev od Avstro-Ogrske. Tik pred koncem vojne in razpadom države je Korošca cesar Karel sprejel na avdienci. Na Karlovo povabilo, da bi Slovenci ostali v federalizirani habsburški monarhiji, je Korošec odgovoril: »Vaše veličanstvo, prepozno je.« (Euer Majestät, es ist zu spät.)

### Oblikovanje Jugoslavije (1918)
Ob razpadu Avstro-Ogrske je Korošec predsedoval Narodnemu svetu Slovencev, Hrvatov in Srbov. 29. oktobra 1918 so južni Slovani nekdanje Avstro-Ogrske razglasili Državo Slovencev, Hrvatov in Srbov. Korošec je z Nikolo Pašićem in Antejem Trumbićem izpogajal ženevski sporazum, ki je predvideval združitev držav na federativno-konfederalni podlagi. Že čez nekaj dni je Srbija od ženevskega dogovora odstopila. Država SHS se je brez kakršnihkoli jamstev glede avtonomije 1. decembra 1918 združila s Srbijo v Kraljevino Srbov, Hrvatov in Slovencev.

### Kraljevina Srbov, Hrvatov in Slovencev (1918–1929)
Bil je podpredsednik prve vlade Kraljevine SHS leta 1918, nato je kot vodja SLS sodeloval v drugih desno usmerjenih vladah. Leta 1920 je bila SLS na Slovenskem poražena, leta 1924 pa je spet zmagala in Korošec je postal podpredsednik vlade. V letih 1924–1927 je bil tudi minister za notranje zadeve. Nasprotoval je sprejetju vidovdanske ustave in se zavzemal za večjo avtonomijo Slovencev v okviru kraljevine, dokler ni SLS s srbskimi radikali oblikovala centralistične vlade in je ideja zamrla.

### Šestojanuarska diktatura in opozicija (1929–1935)
Kralj Aleksander I. je po atentatu na Stjepana Radića 20. junija 1928 vodenje vlade zaupal Korošcu kot prvemu nesrbskemu predsedniku vlade v kraljevini. Po uvedbi šestojanuarske diktature leta 1929 je nastopila Živkovićeva vlada, v kateri je Korošec ostal kot minister. Bil je edini strankarski vodja, ki je v njej sodeloval. Mednacionalno krizo je skušal rešiti demokratično. Leta 1930 je vlado po političnem pritisku iz Slovenije zapustil, uradno je navedel zdravstvene težave.
V opoziciji se je leta 1932 postavil za Slovensko deklaracijo, ki je zahtevala nov mednarodni sporazum Slovencev, Hrvatov in Srbov, zaradi česar bi bila takšna država privlačna tudi za zamejske primorske in koroške Slovence. Na objavo Slovenske deklaracije se je režim odzval tako, da je Korošca in druge prvake slovenskega katoliškega političnega tabora januarja 1933 konfiniral v Bosni; čez nekaj mesecev so dr. Korošca sicer iz Bosne premestili v konfinacijo na Hvar. V času konfinacije na Hvaru je z Milanom Stojadinovićem začel pogovore o ustanovitvi nove stranke Jugoslovanske radikalne zajednice. Njegova konfinacija se je končala s smrtjo kralja Aleksandra oktobra 1934.

### Ponovni primat SLS (1935–1940)
Junija 1935 je Korošec znova vstopil v centralno vlado kot minister za notranje zadeve pod premierjem Milanom Stojadinovićem. Sodeloval je pri pripravah sporazuma Cvetković-Maček in bil minister za šolstvo v njuni vladi. Kot minister za šolstvo je oktobra 1940 bil tudi pobudnik ene od dveh antisemitskih uredb, ki jih je sprejela tedanja vlada. Ena je omejevala udeležbo judov v živilski trgovini na debelo, druga, Koroščeva, pa je omejevala delež judovskih učencev na srednjih šolah in univerzah. Ko je vlada predlagala omiljeno uredbo o omejevanju vpisa judov v šole, je Korošec protestiral in vztrajal pri svoji različici, ki je bila verjetno precej strožja, a je bila na koncu sprejeta milejša verzija. Proti koncu življenja je v govorih odkrito nastopal proti prostozidarstvu, komunizmu in židovstvu, organiziral je tudi protikomunistično organizacijo Straža v viharju.
Umrl je v Beogradu 14. decembra 1940 in je pokopan na ljubljanskem Navju.

## Zapuščina
Slovenska ljudska stranka ni premogla Korošcu enakovrednega naslednika. Kmalu po njegovi smrti so Jugoslavijo okupirale sile osi. SLS je med vojno delovala pollegalno in je bila del protirevolucionarnega političnega tabora. Njegovo politično usmerjenost je po smrti med vojno nadaljeval časopis Straža v viharju.
Anton Korošec je bil označen kot »neprekosljiv politični taktik«.
Leta 2015 je bil v Ljubljani ustanovljen inštitut z njegovim imenom.